# 飓风多利安的气象历史
飓风多利安是有纪录以来袭击巴哈马的最强飓风，于2019年9月上旬对阿巴科群岛和大巴哈马岛构成重大破坏，风暴强度以及在巴哈马附近缓慢的移动速度均打破多项纪录。多利安是2019年大西洋飓风季形成的第五个热带气旋，第四场获命名的风暴，第二场飓风和首场大型飓风。气旋源自8月19日离开非洲西海岸向西移动的东风波，于8月24日组织成热带低气压，而且当天就增强成热带风暴。
受干燥空气和垂直风切变的共同影响，多利安成型后几天强化幅度很小。8月27日，风暴先后登陆巴巴多斯和圣卢西亚后进入加勒比海。圣卢西亚的山地严重扰乱气旋结构，促使系统中心在原本位置北面重新形成。风暴的移动路线比气象机构预计更偏北面和东面，于8月28日经过波多黎各东部。与此同时，减弱的风切变和温暖的海面温度促使多利安进入美属维尔京群岛上空后升级成一级飓风。8月29日，多利安一度停止强化，但次日又开始快速增强。在此期间，飓风受北面亚热带水域形成高压脊的影响转向西北偏西，然后又转朝西侧移动。9月1日，风暴强度按萨菲尔-辛普森飓风风力等级进入最高的五级飓风标准，并在当天达到最大持续风速295公里、中心气压910毫巴（百帕，26.87英寸汞柱）的最高强度并登陆巴哈马埃尔博岛。
9月2日，风暴稳步减弱，而且经过大巴哈马岛上空期间移动速度逐渐放缓。9月3日，气旋强度跌破大型飓风标准并开始加速北上。9月5日，多利安在行经温暖的墨西哥湾暖流期间强度短暂回升到三级飓风标准，但在转向东北逼近外滩群岛期间又因风切变增多再度减弱。9月6日，气旋登陆哈特拉斯角时强度已降至二级飓风下限。来自西风带的影响越来越强，多利安于9月7日开始失去热带天气系统特征并经过新斯科舍省上空，次日在圣罗伦斯湾上空完全转变成温带气旋，最终于9月9日被更大规模的温带气旋吸收。

## 形成并经过小安的列斯群岛
飓风多利安源自2019年8月19日离开非洲西海岸的东风波（即拉长的低压槽）。在此期间，东风波的大部分对流（雷暴活动）距中心尚有一段距离，位于几内亚和塞内加尔附近内陆，东风波北部雷暴受到附近大量撒哈拉沙尘的限制。东风波向西经过大西洋低纬度海域，大部分对流在此期间消散，但在8月22日又发展出低气压区。虽然所在水域存在中等强度垂直风切变，但系统仍在组织。8月23日，美国国家飓风中心初步预测继续西进的系统会以缓慢速度发展，但系统实际上却于协调世界时8月24日早上六点在巴巴多斯东南偏东方向约1295公里洋面组织成热带低气压。

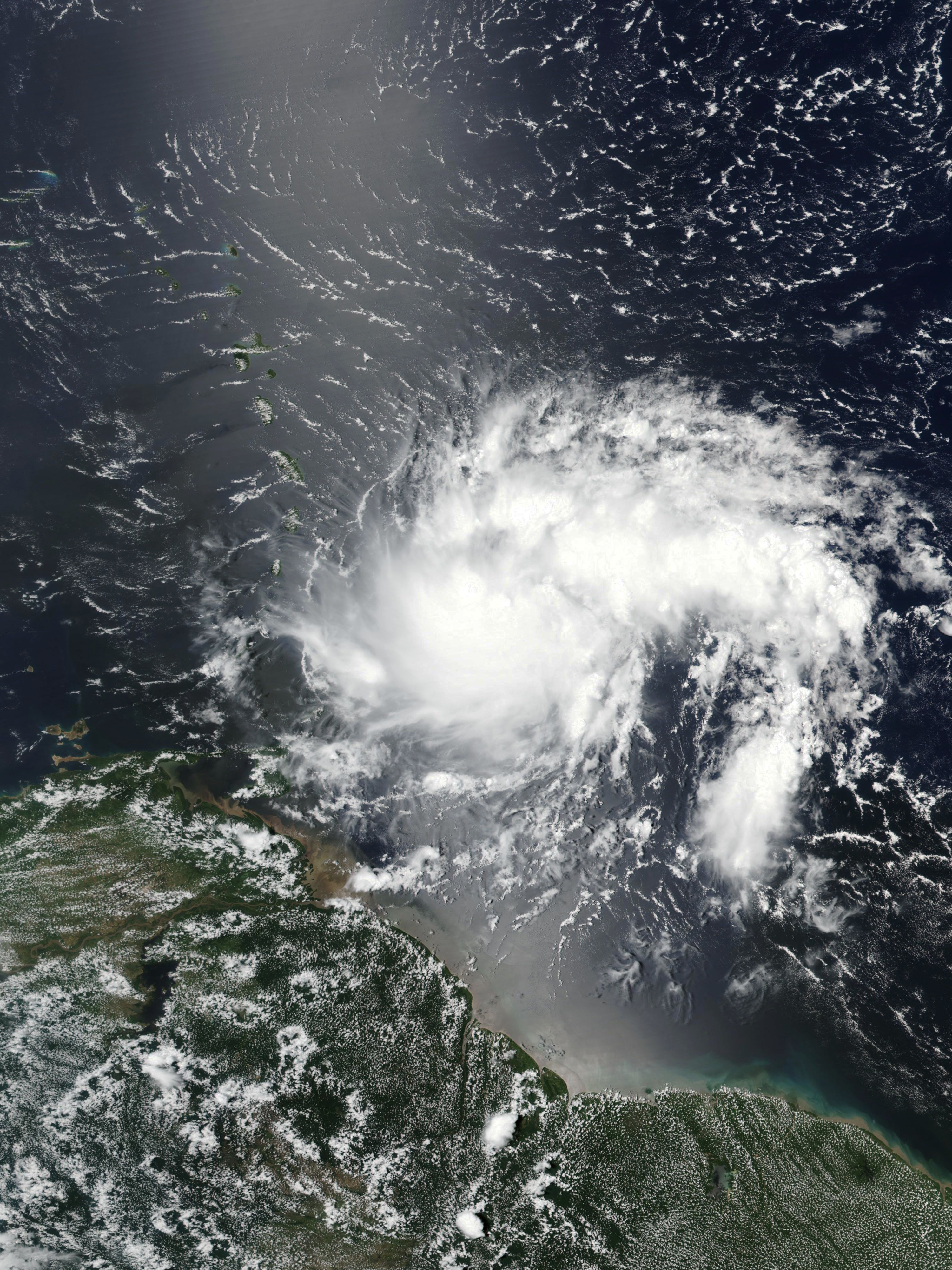
8月26日，热带风暴多利安靠近背风群岛

刚形成的热带低气压东南方向外流受到中等强度东向风切变限制。当天下午18点，气旋中层已发展出15公里宽的眼状特征，周围有带状特征重重包裹，气象机构将其升级成热带风暴并以“多利安”（Dorian）命名。风暴起初因所在水域海面温度高逐渐增强，但此后几天因中层大气干燥和风切变的共同影响基本停止强化。8月27日凌晨1点30分，多利安以最大持续风速每小时85公里强度登陆巴巴多斯，进入加勒比海。此时的复合雷达图像表明系统缺乏强劲的内部核心。上午11点左右，风暴又以同等强度登陆圣卢西亚，岛上山区扰乱系统的下层环流。不久，多利安的中心在偏北方向重新发展，同时对流在干燥空气、背风群岛和向风群岛共同影响下波动。雷达显示气旋多次发展出宽约15公里的风眼，但很快就被中层大气中的干燥空气侵蚀。
伊斯帕尼奥拉岛北面的中到上层低气压区导致高压脊出现薄弱环节，风暴很快就略朝西北转向。气象部门起初预测多利安会登陆伊斯帕尼奥拉岛并在岛上减弱甚至消散，但系统实际上因中心在北面重组偏移预定路线，8月28日已抵达波多黎各东部。风暴结构这天开始改善，带状特征更加明显且有部分风眼墙形成。增强成一级飓风后，气旋于当天下午15点30分和18点分别登陆美属维尔京群岛的圣克罗伊岛和圣托马斯岛。多利安的云层格局继续组织，卫星影像上的风眼更加明显。受佛罗里达海峡上空的上层低气压区和大西洋副热带高压脊之间气流影响，飓风朝西北方向移动。气象机构预计，风暴会因中层大气湿度增加、海面水温接近或超过29摄氏度，风切变少等利好因素共同影响继续增强。飓风强度已经提升，风眼更加清晰，但在干燥空气和西南向风切变影响下一度停上强化。8月29日晚，美国国家海洋和大气管理局的飓风猎人侦察机发现同心风眼墙，表明飓风内已开始眼牆置換循環。飞机还发现气旋中心气压下降，但在继续朝西北移动期间风速没有提升。

## 快速增强并登陆巴哈马

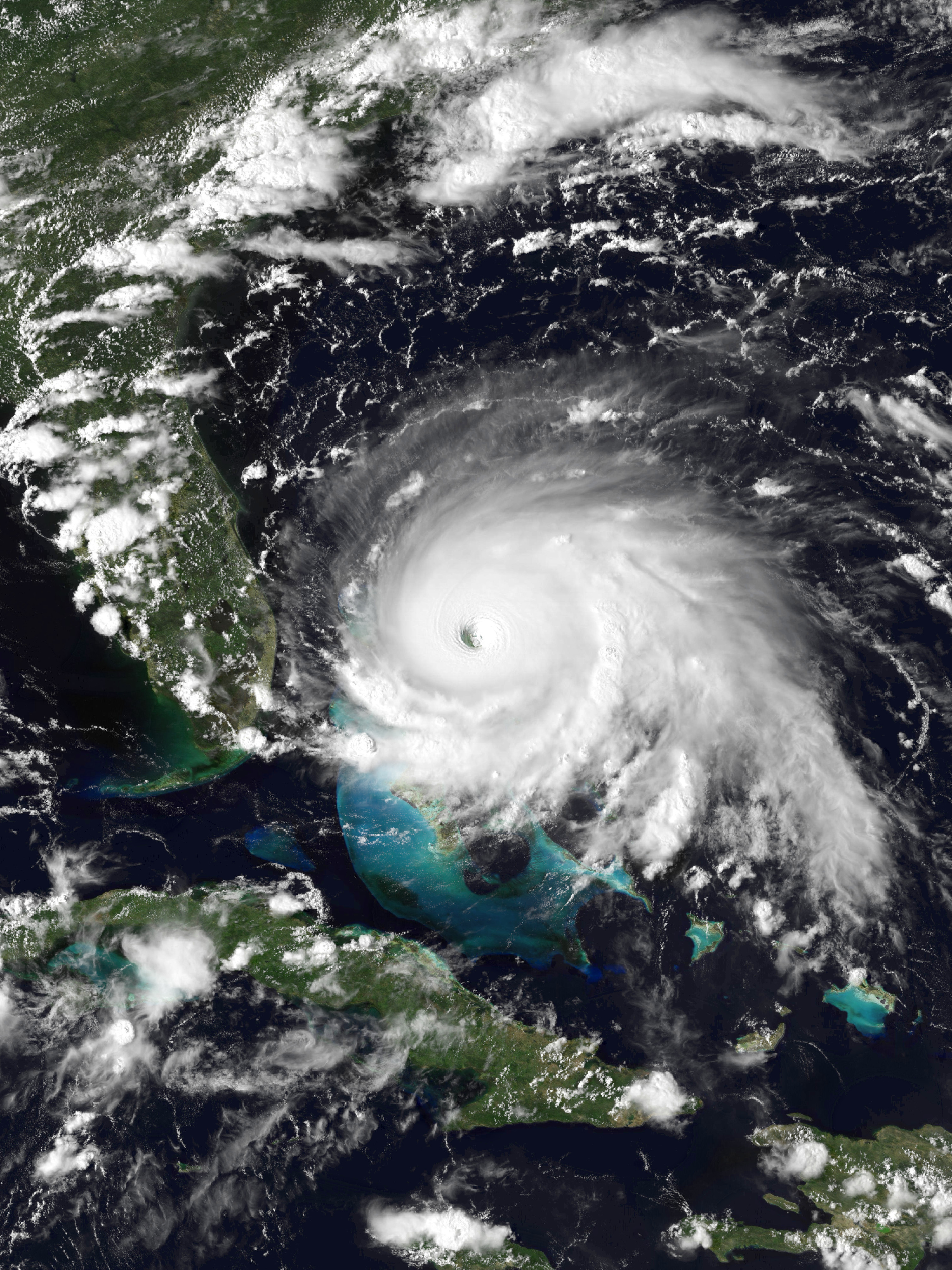
9月1日，正处最高强度的多利安位于阿巴科群岛上空

8月30日早上，多利亚已完成眼墙置换循环并恢复增强趋势。上层低气压区促使飓风回转南下，然后又在西侧形成的大西洋副热带高压脊影响下转向西北偏西，进入风切变少、相对湿度高、海面温度达29摄氏度的高度利好环境。风暴向西移动直逼巴哈马西北部，于8月30日18点在巴哈马西北部以东约715公里海域达到大型飓风标准。当天深夜，气旋的风眼内已经没有云层遮挡，周围由深层对流环绕，同时西北方向风眼墙还持续爆发闪电，预示飓风会进一步强化。经飓风猎人侦察机确认，风暴在8月31日凌晨0点快速增强成四级飓风，地面风速接近每小时215公里。气旋的卫星影像更显清晰，风眼更加鲜明且直径稳定在22公里左右。风眼还开始呈现明显的体育场效应，风眼墙的云层从表面向外凸出，这种情况往往在非常强烈的热带气旋上才会出现。
9月1日早上6点，多利安成为五级飓风，风力时速达270公里。中午12点左右，美国国家飓风中心估计气旋的一分钟持续风速已达每小时285公里，成为有纪录以来吹袭巴哈马的最强飓风。当天下午15点前不久，飓风猎人测得飞行高度层的风眼墙内风力时速达295公里，步进频率微波辐射计所测风速更达每小时315公里，侦察机投放的投落送测得时速326公里地面阵风。多利安此后几小时继续强化，最终达到的最高强度为最大持续风速每小时295公里，最低中心气压910毫巴（百帕，26.87英寸汞柱）。9月1日下午16点40分，飓风以最高强度登陆阿巴科群岛埃尔博岛（Elbow Cay），成为有可靠纪录以来登陆巴哈马的最强飓风。

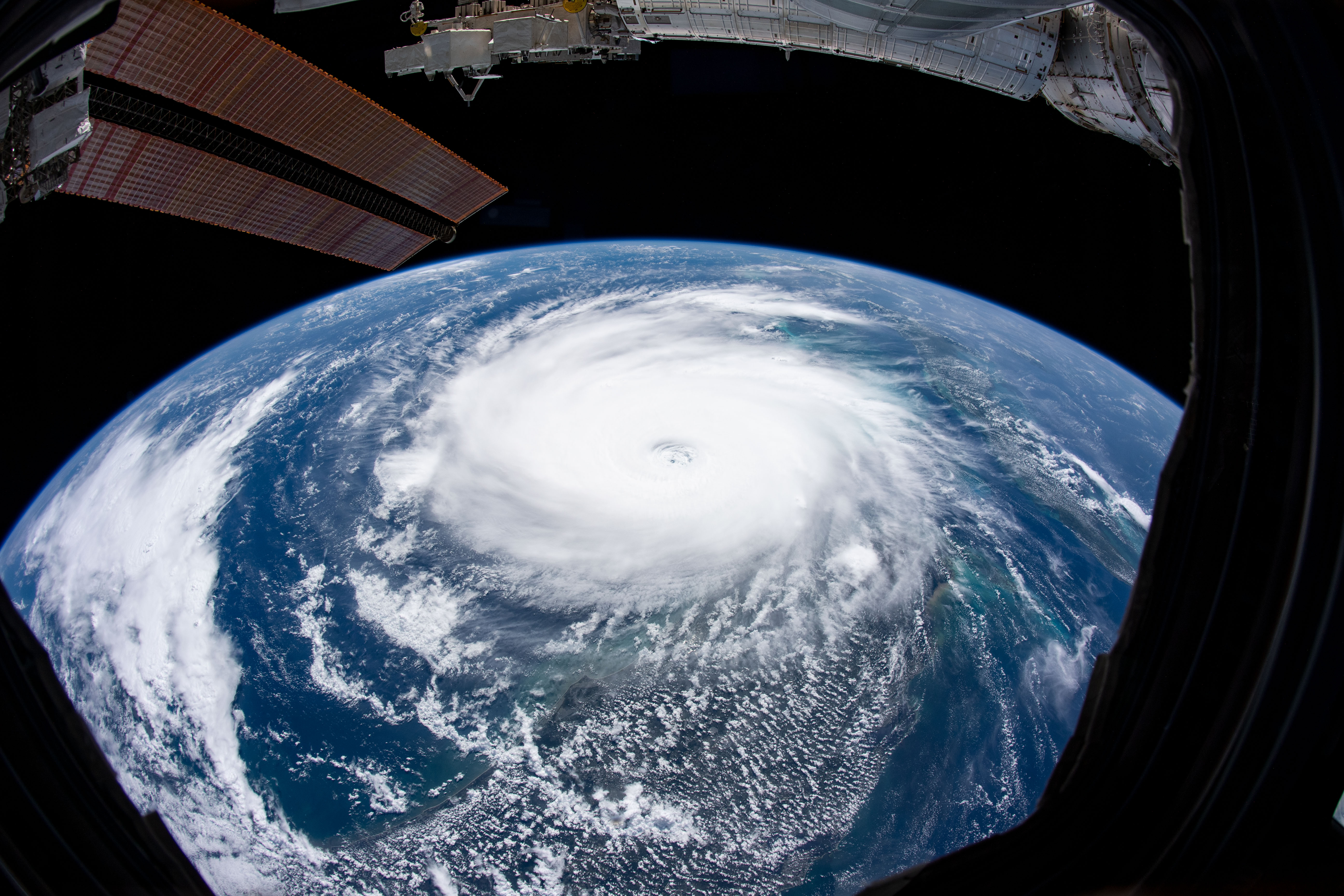
9月2日从国际空间站观察位于大巴哈马岛上空的飓风多利安

穿过阿巴科群岛期间，风暴北侧的高压脊减弱，转向气流减少，导致多利安的移动速度放缓。气旋缓慢向西移动，强度略有回落，于9月2日凌晨2点15分以风力时速285公里强度从大巴哈马岛南骑角（South Riding Point）附近登陆。六小时后，系统从大巴哈马岛北岸回到海上，虽因陆地和深海冷水上升导致风眼增大，风速减慢，但仍有五级飓风标准。多利安此后几小时逐渐减弱，强度在9月3日早上六点回落至三级飓风范围。风暴在大巴哈马岛北岸近海的移动速度极其缓慢，从9月2日正午12点至9月3日正午12点整整24小时仅行进约49公里，整个大马哈马岛因此持续三天的风速最低都达热带风暴强度。风眼墙在该岛部分地区停留超过25小时，其中包括多利安尚处五级飓风强度时期，同时霍尔角（Halls Point）在风眼内持续超过11小时。飓风这段时间在巴哈马产生的降雨总量估计高达900毫米，风暴潮超过6.1米。

## 转向北上，转变成温带气旋和消散

9月7日，已转变成温带气旋的多利安逼近新斯科舍省

9月3日晚，美国东部上空向东移动的中层低压槽促使气旋北上，开始朝西北方向的美国东岸移动。与此同时，风眼扩大并出现云层遮挡，边缘变得模糊，侦察机和浮标收集的数据表明多利安风场逐渐扩大。次日，飓风因行经洋面水温降低、风切变增强而缓慢减弱。风暴移动速度逐渐提升，风眼的清晰度反复波动。不久，多利安又因温暖的墨西哥湾暖流再度增强，风眼墙的云层开始降温。风眼内的云层消散，周围由深层对流环绕后，气旋于9月5日凌晨0点在乔治亚州近海达到最大持续风速每小时185公里的第二波强度高峰，又一次成为三级飓风。约12小时后，风暴在沿南卡罗来纳州海岸移动期间开始逐渐减弱。飓风加速向东北移动，于9月6日中午12点30分左右以风力时速155公里，最低气压957毫巴（百帕，28.26英寸汞柱）强度登陆北卡罗来纳州哈特拉斯角（Cape Hatteras），该州风力大多在一级飓风范围，最高风速基本位于海上。虽然强度已大幅降低，但风暴的风眼依旧层次分明，周围是深层对流层层环绕。
9月7日清晨，多利安开始朝温带气旋转变。卫星图像显示风暴结构不再对称，风眼完全消失。飓风结构在强烈的西南向风切变摧残下瓦解，大部分对流移位至中心东侧和北面。不久，多利安与东北方向发展的暖锋相连，冷空气云层开始侵入气旋西南面。9月7日下午18点左右，风暴已经失去大部分热带天气系统特征，不再属于热带气旋，但美国国家飓风中心认为风暴仍然威胁加拿大大西洋省份，所以继续发布公告。在此期间，上空经过的卫星散射仪所获数据表明，风暴内部风速在每小时145至160公里范围。当晚22点左右，多利安从新斯科舍省桑布罗克里克（Sambro Creek）附近登陆。气旋开始嵌入温带西向气流，并逐渐向东转向。9月8日早上6点，位于圣罗伦斯湾上空的风暴已经完全转变成温带气旋，云层格局逐渐消失，到下午18点风速已降至热带风暴范围。9月9日，气旋中心附近几乎没有显著对流。不久，多利安进入北大西洋，附近的拉布拉多海海面温度不足十摄氏度。9月9日早上六点，多利安在纽芬兰东北部被更大规模的温带气旋吸收。

## 纪录
| 登陆时最强烈的大西洋飓风 强度仅按中心气压衡量 | 登陆时最强烈的大西洋飓风 强度仅按中心气压衡量 | 登陆时最强烈的大西洋飓风 强度仅按中心气压衡量 | 登陆时最强烈的大西洋飓风 强度仅按中心气压衡量 |
| 排名                                          | 飓风                                          | 飓风季                                        | 登陆气压                                      |
| --------------------------------------------- | --------------------------------------------- | --------------------------------------------- | --------------------------------------------- |
| 1                                             | “劳动节”                                      | 1935年                                        | 892毫巴（百帕）                               |
| 2                                             | 卡米尔                                        | 1969年                                        | 900毫巴（百帕）                               |
| 2                                             | 吉尔伯特                                      | 1988年                                        | 900毫巴（百帕）                               |
| 4                                             | 迪安                                          | 2007年                                        | 905毫巴（百帕）                               |
| 5                                             | “古巴”                                        | 1924年                                        | 910毫巴（百帕）                               |
| 5                                             | 多利安                                        | 2019年                                        | 910毫巴（百帕）                               |
| 7                                             | 珍妮特                                        | 1955年                                        | 914毫巴（百帕）                               |
| 7                                             | 艾玛                                          | 2017年                                        | 914毫巴（百帕）                               |
| 9                                             | “古巴”                                        | 1932年                                        | 918毫巴（百帕）                               |
| 10                                            | 迈克尔                                        | 2018年                                        | 919毫巴（百帕）                               |
| 来源：                                        |                                               |                                               |                                               |

多利安达到最高强度后打破多项纪录。多利安的最大持续风速达每小时295公里，与1935年劳动节飓风、颶風吉爾伯特和威尔玛一起在有纪录以来所有的大西洋飓风中并列第二，仅次于风力时速305公里的飓风艾伦。同时，多利安还是历史上在热带以外洋面达到强度最高的飓风。风暴以最高风速登陆，是有纪录以来袭击阿巴科群岛的最强气旋，也是除1932年巴哈马飓风外唯一登陆阿巴科群岛的五级飓风。此外，多利安还与1935年劳动节飓风并列成为登陆时持续风速最高的大西洋飓风。多利安达到五级强度后，2019年大西洋飓风季已是连续第四个形成至少一场五级飓风的大西洋飓风季。
多利安在巴哈马附近缓慢的移动速度同样创下多项纪录。前后24小时间，多利安只行进49公里，是1965年飓风贝特西过后移动最慢的大型飓风。气旋的部分风眼墙持续冲击大阿巴科岛和大巴哈马岛约22小时，刷新大西洋盆地五级飓风吹袭陆地的时长纪录。